# Исаиха (Московская область)
Исаиха — деревня в городском округе Коломна Московской области. До 2017 года относилась к Хорошовскому сельскому поселению Коломенского района. До образования Коломенского района входила в состав Троицкой волости Егорьевского уезда Рязанской губернии. Население — 1 чел. (2010).

## Население
| 2002 | 2006 | 2010 |
| ---- | ---- | ---- |
| 6    | →6   | ↘1   |